# Flight Management System

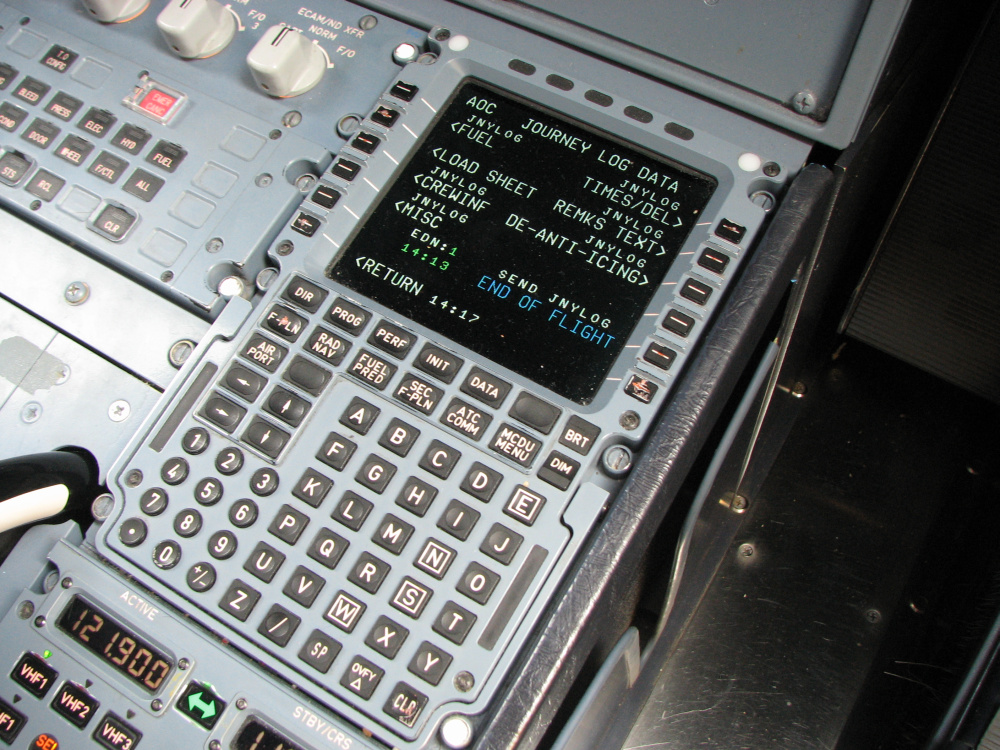
Modulo MCDU di un A320-200

Il Flight Management System (FMS) è fondamentalmente un sistema di gestione del volo che viene installato sugli aeromobili moderni per ottimizzare i consumi e i parametri del volo, riportare costantemente informazioni inerenti alla navigazione e gli spostamenti dell'aeromobile, ma soprattutto per ridurre il carico di lavoro dei piloti che, grazie a tale sistema, possono esimersi dallo svolgere compiti di bassa routine per dedicarsi alla gestione pratica del volo.

## L'architettura
Tale sistema è costituito da 2 FMC (Flight Management Computer), anche conosciuti su Airbus come FMGC (Flight Management Guidance Computer) normalmente collocati nel vano avionico sotto la cabina di pilotaggio e 2 unità di visualizzazione e controllo, MCDU (Multifunction Control Display Unit) su Airbus e CDU (Control Display Unit) su Boeing, che rappresentano l'interfaccia con il sistema, dal quale e verso il quale, avviene lo scambio di dati. Fanno, inoltre, parte del sistema anche l'FCU (Flight Control Unit) su Airbus o MPC (Mode Control Panel) su Boeing, comunemente conosciuti come autopiloti e gli FCC (Flight Control Computers) e FAC (Flight Augmentation Computer) ove presenti.
Il CDU (o MCDU su Airbus) è costituito da un display, da 6 LSK (line selection keys) a destra e a sinistra dello stesso e da una tastiera alfanumerica, tramite la quale i dati vengono immessi o modificati all'interno dell'FMS.
All'interno dell'FMS si trovano memorizzati 2 database di navigazione ( AIRAC.) e 1 Performance Database.
I database di navigazione caricati nell'FMS sono due: uno attivo e uno in standby (quello standby è tipicamente la versione precedente già scaduta o quella successiva che deve ancora entrare in vigore). Questi database vengono, infatti, aggiornati ogni 28 giorni dalla compagnia aerea. A volte questo aggiornamento avviene tramite un terzo MCDU stby, presente tipicamente su aerei wide body, mentre tipicamente assente su aerei narrow body. Quando questo è presente viene collocato nella piantana centrale appena dietro ai piloti e comunemente viene utilizzato dalla tecnica per manutenzioni. Il database di navigazione contiene moltissime informazioni utili per la gestione del volo che vanno dalle standard company routes a tutte le radioassistenze esistenti nella zona a cui si riferisce il database con posizione, frequenza e nominativo (VOR, NDB, ILS, VOR/TAC, VOR/DME) ubicazione degli aeroporti e delle relative piste, i WayPoint, le aerovie, le SID e le STAR relative, le Holding e persino le limitazioni di quota e velocità.
Il Performance Database è caricato nell'FMS dal produttore dell'aeromobile e viene aggiornato quando vengono apportate al velivolo modifiche tali da modificarne le performance. Questo database tipicamente contiene le velocità caratteristiche, le caratteristiche dei motori e dei loro parametri di potenza, i parametri per la determinazione delle quote di tangenza e ottimali, i parametri di Flusso del Carburante e i dati riguardanti l'inviluppo di volo.
L'FMS si avvale tipicamente di input provenienti dai vari sensori ed apparati dell'aereo, questi sono ad esempio il tempo (essenziale per moltissimi calcoli), il Flusso di Carburante, i parametri completi dell'aeromobile (Velocità, Quota, Prua, ecc...), la configurazione attuale (Flap, Slat, Carrello, ecc...), i dati di navigazione come DME, VOR e LOC (essenziali per l'RNAV) provenienti dagli apparati di navigazione VHF, i dati forniti dall'IRS (Inertial Reference System) e dal GNSS (Global Navigation Satellite System), nonché i dati immessi dall'equipaggio (ad esempio il peso del velivolo).
L'FMS si occupa principalmente di generare i dati che vengono visualizzati sugli schermi EFIS, di dare i comandi che vengono visualizzati graficamente tramite il Flight Director (FD), di dare i comandi al sistema Autopilota, Auto Thrust e di generare i dati visualizzati sul CDU. Al fine di generare questi dati l'FMS si avvale di calcoli matematici e di tutti i dati provenienti dai vari sensori. Ad esempio per calcolare la posizione attuale il più esatta possibile l'FMS utilizza tutti i dati provenienti dagli input sopra citati e li combina utilizzando una tecnica chiamata Kalman filtering.

## Flight Management Computer
Il Flight Management Computer (abbreviato in FMC) è il principale sistema di comando di un moderno aereo di linea. Esso permette di impostare e controllare la navigazione e le prestazioni del velivolo, riunendo da tutti i sottosistemi dell'aereo le informazioni necessarie ai piloti.

### Caratteristiche tecniche
All'interno del cockpit, il Flight Management Computer si trova solitamente tra i sedili dei due piloti, dopo le manette, posizionato sotto il pannello principale. La parte del Flight Management Computer direttamente accessible da parte dei piloti, la CDU (Control Display Unit, Unità di controllo e visualizzazione) è composta da due piccole tastiere dotate di lettere e numeri e da due schermi, uno per ogni pilota. Ai lati dello schermo sono inoltre presenti alcuni piccoli tasti, tecnicamente LSK (Line Selection Keys), chiamati da R1 a R6 (quelli di destra) e da L1 a L6 (quelli di sinistra), che permettono di confermare gli input immessi. Lo schermo è graficamente suddiviso in tre parti, dall'alto verso il basso: il titolo della pagina, l'area contenente i dati (Data Area) e la parte in cui è possibile comporre parole e dati da inserire poi nei vari campi grazie ai LSK. Quest'ultima parte prende il nome di Scratchpad area e qui, oltre ad essere composti gli input dei piloti, vengono anche visualizzati alcuni messaggi testuali provenienti dall'FMC stesso. L'FMS è dotato di 2 database di navigazione non modificabili, ma espandibili con dati creati dall'equipaggio, contenenti i dati di tutti gli aeroporti del mondo, inclusi ovviamente i dati per qualsiasi procedura l'aereo debba eseguire. Il FMC, inoltre, permette di controllare e gestire la rotta prescelta, tutti i dati provenienti dai sensori dell'aereo, gli input immessi dai piloti, le condizioni meteorologiche, eccetera.

### Funzionamento
Viene di seguito illustrato sommariamente il funzionamento di un FMC.
Le operazioni descritte non sono applicabili ad aeromobili Airbus.
Dopo l'avvio del sistema di avionica, le operazioni di preflight prevedono che sia necessario specificare al flight management computer il codice ICAO dell'aeroporto di partenza.
Per ipotesi, in caso di decollo dall'aeroporto di Torino-Caselle, il pilota digiterà la sigla LIMF sulla tastiera e confermerà il punto di partenza cliccando sul tasto vicino l'indicazione ref airport.
La pagina posit init segna la località che il pilota ha immesso. Nello schermo, sulla destra in basso, sarà ora presente la scritta route: premendo il tasto R6 si accederà dunque alla pagina della rotta. La pagina rte è quella in cui il pilota selezionerà l'aeroporto di destinazione: sempre digitando sulla tastiera e confermando con il tasto a fianco del punto da modificare, il pilota immetterà il codice ICAO dello scalo di partenza nella parte origin, e l'aeroporto di destinazione nella parte dest.
La co route, invece, permette di selezionare i punti di rotta a uno a uno. Dopo aver selezionato activate e aver premuto exec, lo schermo del flight management computer mostrerà al pilota la cosiddetta perf init. Questa pagina permette di inserire tutti i dati relativi all'aereo, come, ad esempio, la quantità di carburante caricata a bordo.
Successivamente, mediante il comando crz alt, si stabilisce la quota di navigazione prevista, e, mediante il comando t/c oat (outside air temperature), si immette la temperatura esterna dell'aria. Dopo aver confermato i dati immessi digitando exec, il flight management computer aprirà una pagina chiamata n1 limit, che permette di gestire le prestazioni dell'aereo durante il decollo. La pagina immediatamente successiva sara quella denominata take off.
In questa pagina il pilota seleziona quanti gradi di ipersostentatori sono necessari per il decollo. Dopo questa operazione sarà indispensabile contattare la torre di controllo per ricevere l'autorizzazione al rullaggio. Se l'ATC indicherà ai piloti di decollare dalla pista 36, essi apriranno dunque il flight management computer alla pagina dep arr, digiteranno 36 sul tastierino numerico e confermeranno con il tasto exec.
Il flight management computer, inoltre, permette di impostare i percorsi standard per i decolli strumentali (chiamati SID) e le STAR del piano di volo nella pagina dep arr. Dopo aver attivato la pista 36, lo schermo elencherà una serie di SID relativi al numero della pista. Il pilota, perciò, sceglierà un percorso che inizi con 36 e premerà il tasto exec.
In caso di errori, il tasto che il pilota premerà sarà erase, che permette di cancellare la procedura impostata per selezionarne un'altra. Se i pesi dell'aereo sono stati inseriti correttamente, il flight management computer visualizzerà la velocità v1 nella pagina denominata take off, insieme a quella di rotazione e alla velocità V2. Determinate queste variabili, il pilota selezionerà la V2 nodi nell'indicatore dell'autopilot.
Una volta decollati, se si intende usare il sistema di navigazione lnav, il flight management computer permetterà di visionare i vari punti di rotta premendo il tasto legs, visualizzando le informazioni relative alla quota e la velocità da mantenere. Inoltre, l'ND segnalerà il punto esatto in cui verranno effettuate le manovre programmate sul FMC con un pallino verde.
Durante l'avvicinamento all'aeroporto di destinazione il pilota inserirà la STAR nella pagina dep arr. Ricevuta l'autorizzazione all'atterraggio dall'ATC, il pilota andrà ad attivare la pista e la STAR relativa a quella pista.
Nel caso in cui il pilota fosse obbligato ad interrompere l'atterraggio è necessario impostare il flight management computer per dirigere l'aereo sul circuito di attesa mediante la pagina hold: selezionato un punto di holding.
Il flight management computer, inoltre, permette di scegliere il verso di percorrenza del circuito (virata a destra o a sinistra) e segnala al pilota la velocità ottimale da mantenere. L'aereo resta in holding fino a quando non viene presa l'iniziativa di uscire da quest'ultima.
l'FMC gestisce anche la fase finale di avvicinamento dell'aeromobile calcolando le velocità a cui verranno estesi gli ipersostentatori nonché la velocità del touch down.